# ماري ليبودي
ماري ليبودي (بالإنجليزية: Mary Leebody)‏(1847-1911) عالمة نبات من أيرلندا الشمالية، عرفت بعملها في نباتات مقاطعة لندنديري ومقاطعة دونيجال.

## حياتها
ولدت ماري في بورتافيري، مقاطعة داون عام 1847. وهي تعرف أحياناً باسم ماري إليزابيث ليبودي، وفي مصادر أخرى ماري إيزابيلا ليبودي.في عام 1867، تزوجت أستاذ الرياضيات البروفسور جون روبنسون ليبودي من كلية فوايل، ديري، وعاشت بقية حياتها في المدينة.توفيت ماري في ديري في 19 سبتمبر عام 1911.

## الأعمال النباتية
عرفت باسم عالمة النبات الدؤوب، ركز عملها على مقاطعة أنترم، مقاطعة لندنديري ومقاطعة دونيجال. كانت أكثر سنوات ماري نشاطاً بين عامي 1893 و1904، وكان يعرفها روبرت لويد بريجر.حيث كانت عضواً نشطاً في النادي الميداني بلفاست الطبيعية، على الرغم من أنها لم تأخذ فكرة روبرت بإنشاء نادي الميدان ديري الطبيعية. خلال عام 1890 تعاونت مع روبرت وماتيلدا كولين نولز بتزويد المواد النباتية لبريجر في عام 1895 في شمال شرق أيرلندا ملحق.